# Schau, lieber Gott, wie meine Feind, BWV 153
Schau, lieber Gott, wie mein Feind, BWV 153 (Mira el meus enemics, Déu estimat), és una cantata religiosa de Johann Sebastian Bach per al diumenge després de Cap d'any, estrenada a Leipzig el 2 de gener de 1724.

## Origen i context
L'autor desconegut empra la primera estrofa de l'himne de David Denicke, de l'any 1646, que dona títol a la cantata per al rimer número; per al tercer número utilitza el versicle 3, 10 del llibre d'Isaïes; per al cinquè moviment i la conclusió aprofita les estrofes 16 i 18 de l'himne Ach Gott, wie manches Herzeleid de Martin Moller del 1587. El text al·ludeix a les lectures del dia, l'epístola Primera carta de Pere (4, 12-19) que parla dels sofriments dels cristians i l'evangeli Mateu (2, 13-23), que narra la Fugida a Egipte i la matança dels infants de Betlem ordenada per Herodes. Se sospita que l'autor és el mateix dels textos de les cantates BWV 40 i BWV 64, interpretades unes setmanes abans. Consta de nou números breus amb pocs efectius i sense la participació de cap instrument de vent; el cor només canta els corals, per tal de descarregar els cantaires de la gran feinada que els queia a sobre per les festes de Nadal, ja que repetien les interpretacions a les dues grans esglésies de la ciutat, la de Sant Tomàs i la de Sant Nicolau. Per a aquest diumenge es conserven dues altres cantates, la BWV 58 i la quarta de l'Oratori de Nadal (BWV 248).

## Anàlisi
Obra escrita per a contralt, tenor, baix, cor, corda i baix continu. Consta de nou números.
1. Coral: Schau, lieber Gott, wie mein Feind (Mira el meus enemics, Déu estimat)
2. Recitatiu (contralt): Mein liebster Gott, ach lass dichs doch erbarmen (O Déu meu estimat, compadeix-te, doncs, de mi)
3. Ària (baix): Fürchte dich nicht, ich bin mit dir (No temis, jo estic amb tu)
4. Recitatiu (tenor): Du sprichst zwar, lieber Gott, zu meiner Seelen Ruh (Déu meu, el que em dius per alleujar-me l'ànima)
5. Coral: Und ob gleich alle Teufel (Per més que tots els dimonis)
6. Ària (tenor): Stürmt nur, stürmt, ihr Trübsalswetter (Retruny, retruny ara, fatic tempestós)
7. Recitatiu (baix): Getrost! mein Herz (Som-hi! Cor meu)
8. Ària (contralt): Soll ich meinen Lebenslauf (Si cal que em passi la vida)
9. Coral: Drum will ich, weil ich lebe noch (Per tant, mentre visqui portaré)

El primer número no comença amb un cor de gran envergadura, sinó que ho fa amb un coral a cappella amb la melodia de Ach Gott, vom Himmel sieh darein, traducció alemanya del salm 12, feta per Luter. El recitatiu de contralt dona pas a l'ària de baix, que canta una exhortació, Fürchte dich nicht (no temis), un versicle del profeta Isaïes que Bach tornarà a emprar en el motet del mateix títol, BWV 228. Del recitatiu de tenor, número 4, en destaca la descripció musical del llançament de la fletxa pels arcs tibants (wird auf mich gespant) i un breu arioso sobre sterben (morir). El coral del número 5 és la versió, també a cappella, de la cèlebre melodia profana Mein Gemütt ist mir verwirret de Hans Leo Hassler (1601), que fou adaptada a l'ús religiós per la Reforma protestant. L'ària següent de tenor, amb tota la corda i el continu, és el punt àlgid de l'obra amb un to molt descriptiu sobre tempestes, inundacions i focs acompanyats d'una música trepidant, que requereix un nivell de virtuosisme alt per tal d'expressar la duresa de viure en aquest món; només sobre Ruh (repòs) la música se serena en una nota llarga rematada per un calderó. El recitatiu secco del número 7 presenta figuracions descriptives sobre Flüchtling (fugitiu), leiden (sofrir) i bescheiden (fruir). L'ària de contralt amb tota la corda, número 8, canta la joia eterna que gaudiran les ànimes al cel, acaba amb una llarga vocalització, dotze compassos sobre Freude (alegria) rematada per un solo d'orquestra. El coral final entona el text indicat amb una melodia reelaborada per Joseph Clauder. Té una durada aproximada d'un quart d'hora.

## Discografia seleccionada
- J.S. Bach: Das Kantatenwerk. Sacred Cantatas Vol. 8. Nikolaus Harnoncourt, Tölzer Knabenchor (Gerard Schmidt-Gaden, director), Concentus Musicus Wien, Stefan Rampf (solista del cor), Kurt Equiluz, Thomas Hampson. (Teldec), 1994.
- J.S. Bach: The complete live recordings from the Bach Cantata Pilgrimage. CD 3: Gethsemanekirche, Berlin; 2 de gener de 2000. John Eliot Gardiner, Monteverdi Choir, English Baroque Soloists, Gillian Keith, Peter Harvey. (Soli Deo Gloria), 2013.
- J.S. Bach: Complete Cantatas Vol. 9. Ton Koopman, Amsterdam Baroque Orchestra & Choir, Bernhard Landauer, Christoph Prégardien, Klaus Mertens. (Challenge Classics), 2005.
- J.S. Bach: Cantatas Vol. 17. Masaaki Suzuki, Bach Collegium Japan, Robin Blaze, Gerd Türk, Peter Kooij. (BIS), 2002.
- J.S. Bach: Church Cantatas Vol. 47. Helmuth Rilling, Gächinger Kantorei, Bach-Collegium Stuttgart, Ann Murray, Adalbert Kraus, Walter Keldwein. (Hänssler), 1999.
- J.S. Bach: Cantatas for the Liturgical Year, vol. 4. Sigiswald Kuijken, La Petite Bande, Petra Noskaiova, Jan Kobow, Jan van der Crabben. (Accent), 2007.